# Jenny Burckhardt

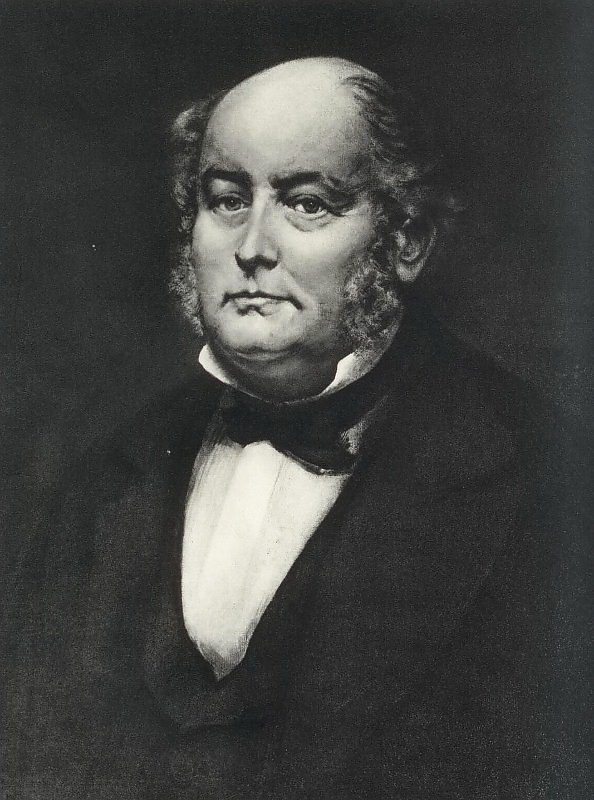
Johann Jakob Bachofen, gemalt von Jenny Burckhardt, Aula der Universität Basel

Jenny Burckhardt, eigentlich Johanna Louise Caroline Burckhardt (* 22. August 1849 in Basel; † 29. Juli 1935 ebenda) war eine Schweizer Malerin.

## Leben
Burckhardt war die Tochter des Stadtrates Eduard Leonhard Burckhardt (31. Dezember 1818 – 22. April 1880) und dessen Frau Auguste Karoline Luise (geborene Schrickel; 22. Februar 1822 – 25. Mai 1889). Ihre Geschwister waren
- Rosina Burckhardt (10. Juni 1843 – 5. Juli 1913) ⚭  Wilhelm Rudolf Hermann La Roche
- Kaufmann Leonhard Eduard Burckhardt (2. August 1844 – 25. Juli 1924) ⚭ Henriette Pauline Merian
- Maria Luise Adèle Burckhardt (10. Mai 1851 – 1. Oktober 1918) ⚭ 1868 Karl von der Mühll (28. April 1844  28. November 1919)

In welchem Verhältnis die Zeichnerin und Porzellanmalerin Marie (Maria, Margaretha) Burckhardt (4. Dezember 1847 – 13. Januar 1917) zu dieser Familie stand ist unklar.
Beide Frauen besuchten zwischen 1874 und 1878 in Basel die Zeichen- und Malklasse von Johann Baptist Weißbrod und unternahmen Studienreisen nach Italien, wobei sie Rom und Florenz und Galerien in München besuchten, um so ihre Kenntnisse zu erweitern. Burckhardt schuf überwiegend Porträts und fertigte Gemälde, indem sie die Werke alter Meister kopierte. Ihre Werke waren in der Kunsthalle Basel zu sehen.

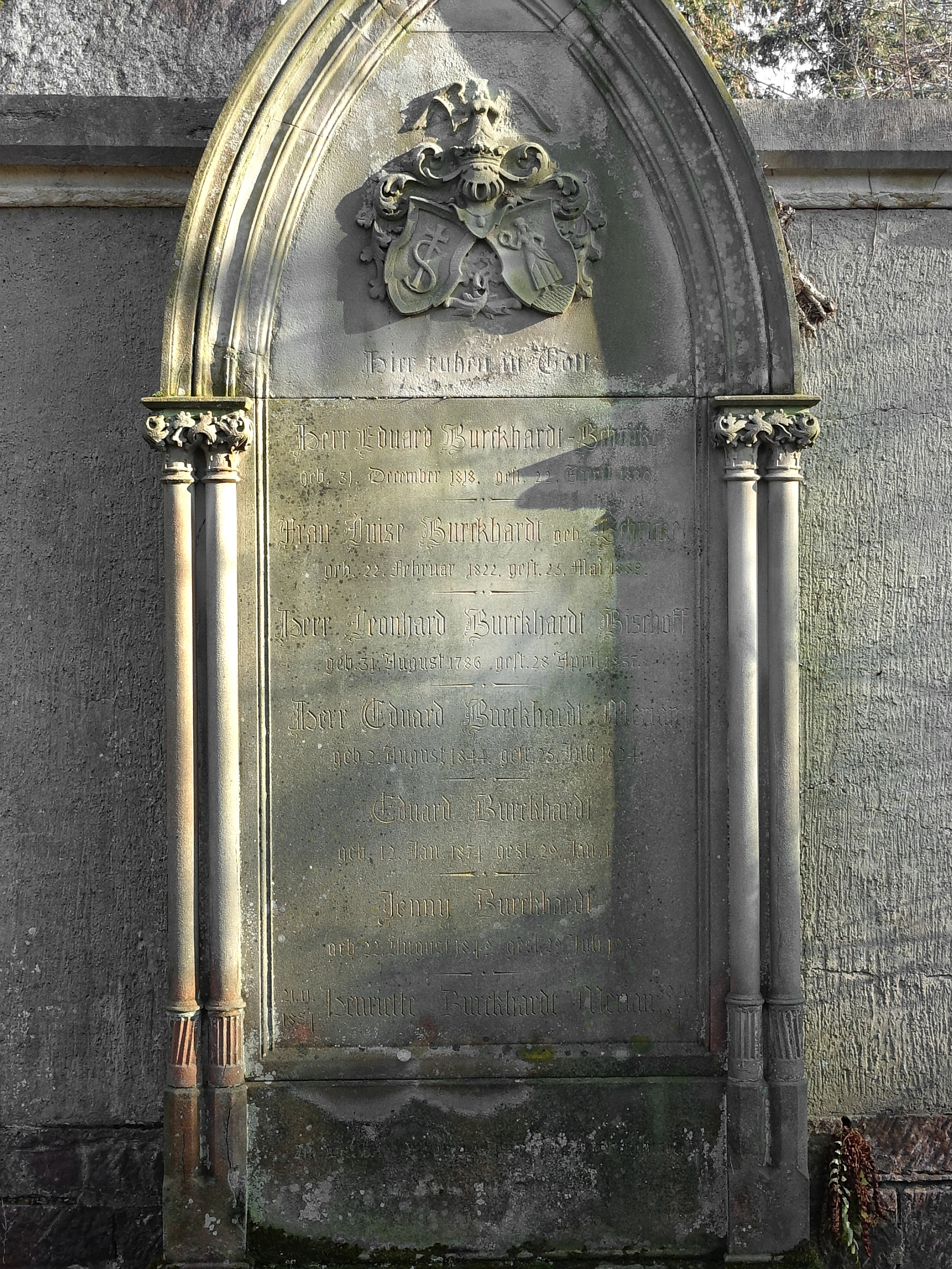
Familiengrab auf dem Friedhof Wolfgottesacker, Basel

Sie war unverheiratet und blieb kinderlos und wurde im Familiengrab auf dem Friedhof Wolfgottesacker in Basel beigesetzt.